# Alpinia sessiliflora
Alpinia sessiliflora là một loài thực vật có hoa trong họ Gừng. Loài này được Kitam. mô tả khoa học đầu tiên năm 1946.